# Stor-Öretjärnen (Föllinge socken, Jämtland, på Käringrisflon)
Stor-Öretjärnen är en sjö i Krokoms kommun i Jämtland och ingår i Indalsälvens huvudavrinningsområde.